# Gill Swerts
Gill Swerts (Brasschaat, 23 settembre 1982) è un ex calciatore belga, di ruolo centrocampista.

## Palmarès

### Club

#### Competizioni nazionali
- Campionato olandese: 1

AZ Alkmaar: 2008-2009